# I statens våld : en berättelse om SiS och de statliga ungdomshemmen
I statens våld : en berättelse om SiS och de statliga ungdomshemmen är en bok utgiven 2024 av beteendevetaren och visselblåsaren  Sabina Björk samt journalisten Valeria Helander. 
Boken är en breddning och fördjupning av reportaget De som kallades monster, en granskning av SiS-hemmet Björkbacken som sändes 2021 av Uppdrag granskning.
Boken kartlägger och problematiserar behandlingen av unga kvinnor som omhändertas av samhället, och anges ta ett helhetsgrepp om missförhållandena på de statliga SiS-hemmen. Man redovisar bland annat att unga flickor löper mycket större risk att utsättas för personalens fysiska ingripanden än äldre killar med reellt våldskapital.

## Utgåva
- Björk, Sabina; Helander Valeria (2024). I statens våld: en berättelse om SiS och de statliga ungdomshemmen. Stockholm: Fri tanke. Libris 5ns4s9f63d90r2cd. ISBN 9789189732933